# Francesco Denza
Francesco Denza (Nápoles, 7 de junho de 1834 – 14 de dezembro de 1894) foi um meteorologista e astrônomo italiano.

## Biografia
Entrou na ordem barnabita com 16 anos de idade, e durante o curso de teologia em Roma estudou ao mesmo tempo meteorologia e astronomia com o padre Angelo Secchi. De 1856 a 1890 trabalhou no colégio barnabita em Moncalieri, onde foi conhecido por seu trabalho em meteorologia, uma ciência que ele avançou não apenas por suas observações e estudos pessoais, mas também pelo interesse que despertou por toda a Itália. Em 1859 Denza fundou o Bullettino mensile di Meteorolgia (Boletim Mensal de Meteorologia), que foi publicado até 1894, e estabeleceu um observatório meteorológico em Moncalieri; foi em grande parte por sua influência que observatórios semelhantes, mais de 200, foram gradualmente construídos em várias partes da Itália. O sucesso que acompanhou seus esforços lhe deu uma reputação nacional e, em 1866, o senador Carlo Matteucci e Domenico Berti, ministro de instrução pública, o instaram a assumir o comando do departamento de meteorologia de Florença. Denza não aceitou o cargo, mas no ano seguinte, a convite de Berti, leu um artigo sobre meteoros no "Instituto Superiore" em Florença.
Em 1872 iniciou uma série de pesquisas sobre magnetismo terrestre, com referência especial à declinação magnética, que, no entanto, a doença o impediu de concluir. Em 1883 o duque de Aosta o convidou para se encarregar da educação científica de seus três filhos. No mesmo ano foi diretor da seção literária e científica da Exposição Nacional de Turim e presidente do júri de prêmios. Representou o Papa Leão XIII em 1884 no Congresso de Sociedades Científicas da França, presidindo a seção meteorológica. Ele visitou a Inglaterra e a Holanda nesta ocasião. Também representou o papa no congresso astronômico de Paris de 1887, quando o plano foi formulado para fazer um mapa fotográfico de todas as estrelas nos céus até a décima quarta magnitude; por sua influência, o Observatório do Vaticano foi um dos dezoito escolhidos para realizar este importante projeto. Denza foi nomeado diretor do Observatório do Vaticano em setembro de 1890 e passou a morar na Santa Sé. Lá iniciou o trabalho deste observatório em fotografia estelar. No momento de sua morte, devido a apoplexia, era presidente da Accademia dei Nuovi Lincei.

## Obras
- Meteore cosmiche in Scienza di populo (Milan, 1869);
- Stelle cadente del periodo di Agosto 1868 (ibid.);
- Le aurore pol. d. 1869 ed i fonom. cosmiche che accompagnarono (1869);
- Distribuzione di pioggia in Italia (1871–72);
- Valeurs de l'électricité et l'ozone à Moncalieri à l'époque du choléra in Comptes Rendus (1868) LXVI;
- Le armonie dei cieli, Nozioni di astron. (1881);
- Amplitudes d'oscillations diurn. magnet. à Moncalieri 1880–81;
- Osserv. di declin. magnet. ad Aosta, Moncalieri e Firenze in occas. d'eclisse sol 26/5 1873 in Proc. Acc. dei Nuov. Lincei.